# 日本橋馬喰町

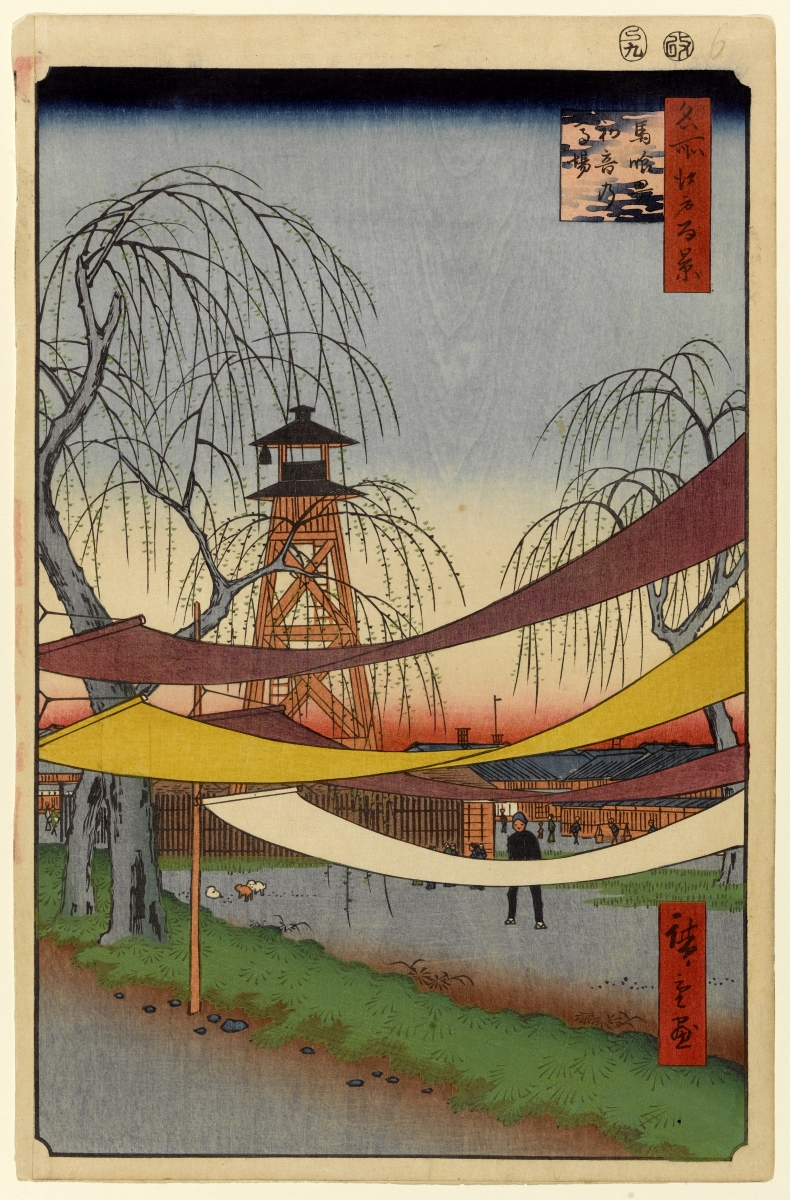
江戸時代の馬喰町

日本橋馬喰町（にほんばしばくろちょう）は、東京都中央区の地名で、旧日本橋区に当たる日本橋地域内である。現行行政地名は日本橋馬喰町一丁目および日本橋馬喰町二丁目。住居表示実施済区域。

## 概要
東京都内屈指の問屋街である。2020年現在においても服の卸問屋が数多く展開する。かつて奥州街道の表通り町として商業地が広がっていた日本橋横山町に対して、奥州街道の裏通りの町として馬場や郡代屋敷が存在した比較的穏やかな場所であった。バイパス道路の江戸通り（旧本町通り）が整備されて以降は開けた街並みが形成されていった。
中央区が定める正式な英語ローマ字表記は Nihonbashi-bakurocho である。

## 地理
日本橋地域の最北端に位置し、千代田区（東神田）、台東区（浅草橋）との区境に当たる。
河川・橋
- 神田川
  - 左衛門橋
  - 浅草橋

## 歴史
かつてこの地にあった初音森稲荷神社の記録によると1551年（天文20年）に馬場が開設。江戸で一番古い馬場で、関ヶ原の戦いの際もここで軍馬が準備されたとされる。神社にちなみ初音の馬場と呼ばれた。博労（牛馬の仲買商人）の集う町だったため博労町と呼ばれるようになり、博労頭を務めた高木源兵衛や富田半七の屋敷があった。徳川家康は慶長年間（1596年 - 1615年）に旧江戸宿の伝馬業者を馬場の近隣に移転させ、そこを伝馬町とした。
博労町の一角は多くの社寺が建ち並ぶ門前町であった。1632年（寛永9年）の江戸図を見ると一丁目に多くの寺が集まっているが、明暦の大火（1657年）以降は区画整理などにより移転が進む。また正保年間（1644年 - 1648年）に博労町は馬喰町と名を改められた。
1735年（享保20年）には馬場が縮小され跡地は町家となる。馬喰町は小伝馬町と共に「旅人宿」の建ち並ぶ町で、八十二軒組と三十軒組の「百姓宿」と併せて「公事宿」と呼ばれた。江戸後期に書かれた守貞謾稿によれば、宿泊費は二食付きで公定248文。大坂の公事宿に比べると質もサービスも下であったと評されている。1851年（嘉永4年）の記録では馬喰町の宿屋は100余軒。
馬場は明治初年まで残っていたが、その後廃されて跡には高湯山温泉という白い薬湯の湯屋ができた。馬場の白湯と呼ばれたという。1882年（明治15年）からは馬喰町にも馬車鉄道が通る。日本橋区本石町三丁目角から馬喰町通りに新たに単線が追加され、浅草橋通りの軌道に接続した。

## 世帯数と人口
2023年（令和5年）1月1日現在（中央区発表）の世帯数と人口は以下の通りである。
| 丁目               | 世帯数    | 人口    |
| ------------------ | --------- | ------- |
| 日本橋馬喰町一丁目 | 936世帯   | 1,462人 |
| 日本橋馬喰町二丁目 | 592世帯   | 819人   |
| 計                 | 1,528世帯 | 2,281人 |

### 人口の変遷
国勢調査による人口の推移。
| 年                 | 人口  |
| ------------------ | ----- |
| 1995年（平成7年）  | 303   |
| 2000年（平成12年） | 264   |
| 2005年（平成17年） | 478   |
| 2010年（平成22年） | 992   |
| 2015年（平成27年） | 1,457 |
| 2020年（令和2年）  | 2,173 |

### 世帯数の変遷
国勢調査による世帯数の推移。
| 年                 | 世帯数 |
| ------------------ | ------ |
| 1995年（平成7年）  | 125    |
| 2000年（平成12年） | 117    |
| 2005年（平成17年） | 358    |
| 2010年（平成22年） | 679    |
| 2015年（平成27年） | 1,021  |
| 2020年（令和2年）  | 1,423  |

## 学区
区立小・中学校に通う場合、学区は以下の通りとなる（2025年4月現在）。
| 丁目               | 番地 | 小学校             | 中学校               | 備考                                                    |
| ------------------ | ---- | ------------------ | -------------------- | ------------------------------------------------------- |
| 日本橋馬喰町一丁目 | 全域 | 中央区立久松小学校 | 中央区立日本橋中学校 | 調整区域。以下の学校と選択可能。 ・中央区立日本橋小学校 |
| 日本橋馬喰町二丁目 | 全域 | 中央区立久松小学校 | 中央区立日本橋中学校 | 調整区域。以下の学校と選択可能。 ・中央区立日本橋小学校 |

## 事業所
2021年（令和3年）現在の経済センサス調査による事業所数と従業員数は以下の通りである。
| 丁目               | 事業所数  | 従業員数 |
| ------------------ | --------- | -------- |
| 日本橋馬喰町一丁目 | 277事業所 | 3,760人  |
| 日本橋馬喰町二丁目 | 129事業所 | 3,235人  |
| 計                 | 406事業所 | 6,995人  |

### 事業者数の変遷
経済センサスによる事業所数の推移。
| 年                 | 事業者数 |
| ------------------ | -------- |
| 2016年（平成28年） | 506      |
| 2021年（令和3年）  | 406      |

### 従業員数の変遷
経済センサスによる従業員数の推移。
| 年                 | 従業員数 |
| ------------------ | -------- |
| 2016年（平成28年） | 8,638    |
| 2021年（令和3年）  | 6,995    |

### 主な企業
- 東洋シヤッター - 東京本社（登記上の本店は大阪市中央区）[22]
- 坂善商事 - 本社・サカゼン馬喰町店[23]

## 地域
公園
- 左衛門橋南東児童遊園

商店街
- 馬喰町商店街（1987年に手づくり郷土賞を受賞[24]）

教育（私学）
- 開智日本橋学園中学・高等学校

## 交通
鉄道
- JR総武快速線 ■馬喰町駅[25]
- 都営地下鉄新宿線 ○馬喰横山駅（近接）[26]

バス
- 都営バス秋26 馬喰町（葛西駅行）
- 都営バス東42甲 馬喰町

道路
- 国道6号（江戸通り）
- 東京都道302号新宿両国線（靖国通り）
- 清洲橋通り

## その他

### 日本郵便
- 郵便番号 : 103-0002[3]（集配局 : にほんばし蔵前郵便局[27]）。

### 管轄等
- 久松警察署 - 同町周辺の管轄に当たる。（所在地：日本橋久松町）
- 日本橋消防署 - 同町周辺の管轄に当たる。（所在地：日本橋兜町）